# Bettina Bundszus

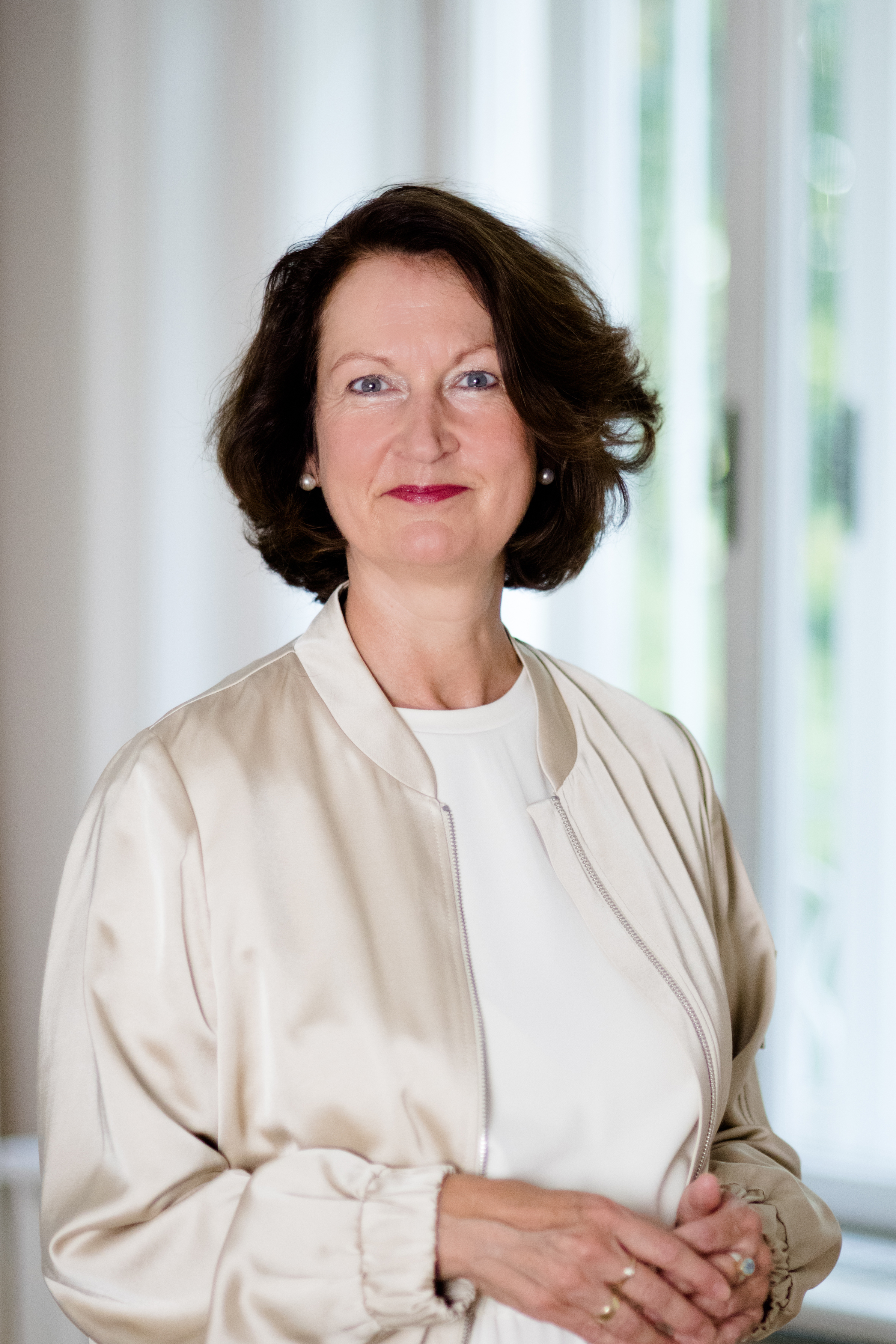
Bettina Bundszus (2024)

Bettina Bundszus (* 1968) ist eine deutsche politische Beamtin (SPD), Politikwissenschaftlerin und Historikerin. Von Mai 2014 bis Juli 2023 leitete sie die Abteilung Kinder und Jugend im Bundesministerium für Familie, Senioren, Frauen und Jugend. Ab dem Wintersemester 2024/25 übt sie einen Lehrauftrag am Politikwissenschaftlichen Seminar der Universität Hannover aus.

## Leben
Bettina Bundszus wuchs im Landkreis Friesland auf. Nach ihrem Abitur im Jahr 1988 begann sie an der Leibniz Universität Hannover ihr Studium. 1996 erhielt Bundszus einen Abschluss als Magistra Artium in Geschichte und Politikwissenschaften. Sie ist mit dem deutschen Diplomaten und Botschafter in Österreich, Vito Cecere, verheiratet, hat zwei Söhne und lebt mit ihrer Familie in Wien.

## Politik und Berufsleben
Früh engagierte sich Bettina Bundszus in der Politik. In den 1990er Jahren war sie sowohl stellvertretende Landesvorsitzende der Jusos in Niedersachsen als auch Sprecherin der niedersächsischen Juso-Hochschulgruppen und Mitglied im Studierendenparlament. Während dieser Zeit wurde sie auch in den Vorstand des Stadtverbandes der SPD Hannover unter Stephan Weil gewählt.
1994 nahm Bettina Bundszus als Mitglied der zehnten Bundesversammlung an der Wahl des Bundespräsidenten teil. Von 1995 bis 1999 arbeitete sie als Referentin in der Niedersächsischen Landesregierung im Ministerium für Wissenschaft und Kultur. Sie war dabei u. a. persönliche Referentin der Minister Helga Schuchardt und Thomas Oppermann. Im niedersächsischen Frauenministerium war sie zudem in der Öffentlichkeitsarbeit tätig.
1999 wechselte Bettina Bundszus als stellvertretende Pressesprecherin in das Bundesministerium für Bildung und Forschung unter Ministerin Edelgard Bulmahn. Später war sie Leiterin der Öffentlichkeitsarbeit und anschließend des Referats für nationale und internationale Bildung und in dieser Funktion Delegationsleiterin im Obersten Rat der Europäischen Schulen. Zusammen mit Liv Assmann, Lilian Tschan, Juliane Seifert und Leonie Gebers veröffentlichte Bundszus im Jahr 2013 den Aufsatz „Es geht um Politik, nicht nur ums Geschlecht“. Die Autorinnen forderten darin eine breitere Aufstellung der SPD: Mehr Repräsentanz für Frauen in Spitzenpositionen, mehr Jüngere, mehr Parteimitglieder mit Migrationshintergrund, um die SPD inhaltlich zu modernisieren.
Im Jahr 2014 berief die damalige Bundesfamilienministerin Manuela Schwesig Bundszus ins Bundesministerium für Familie, Senioren, Frauen und Jugend, wo sie seither als Leiterin die Abteilung Kinder und Jugend verantwortet. Sie erarbeitete Gesetzentwürfe der Bundesregierung, insbesondere die neuen Kita-Gesetze, die umfassende Reform des SGB VIII und des Jugendmedienschutzes. Im letzten Vermittlungsausschuss der 19. Legislaturperiode gelang es, den Rechtsanspruch auf Ganztagsbetreuung für Grundschulkinder zu vereinbaren, der 2026 in Kraft tritt. 2017 rief sie gemeinsam mit der Deutschen Kinder- und Jugendstiftung den deutschen Kita-Preis ins Leben und entwickelte gemeinsam mit der Jugendpresse Deutschland die JugendPolitikTage. Weiter war sie zuständig für den internationalen Jugendaustausch und internationale Kinderrechte. Als nationale Koordinatorin organisierte sie das Europäische Jahr der Jugend 2022 und ist Vizevorsitzende des Verwaltungsrat des Deutsch-Französischen-Jugendwerks. Von Juli 2018 bis Juni 2020 war sie außerdem Mitglied im Verwaltungsrat der Bundesagentur für Arbeit.
Im März 2025 wurde sie zur Vorsitzenden des Kuratoriums der „Initiative Zukunftsbildung“ gewählt, das sich mit den relevanten Bildungsfragen für 2050 beschäftigt. Ferner ist sie Ehrenvorsitzende von „Lernort Stadion“, einem bundesweit agierenden Projekt zu politischen Bildung in den Fußballstadien der 1. und 2. Bundesliga (gefördert u. a. von der DFL-Stiftung).